# Краснинское сельское поселение (Волгоградская область)
Красни́нское се́льское поселе́ние — муниципальное образование в Даниловском районе Волгоградской области.
Административный центр — хутор Красный.

## История
Краснинское сельское поселение образовано 22 декабря 2004 года в соответствии с Законом Волгоградской области № 1058-ОД.

## Население
| 2010 | 2012 | 2013 | 2014 | 2015 | 2016 | 2017 |
| ---- | ---- | ---- | ---- | ---- | ---- | ---- |
| 601  | ↘581 | ↘566 | ↘562 | ↘550 | ↘529 | ↘516 |
| 2018 | 2019 | 2020 | 2021 |      |      |      |
| ↘505 | ↘491 | ↘479 | ↘471 |      |      |      |

## Состав сельского поселения
| № | Населённый пункт | Тип населённого пункта        | Население |
| - | ---------------- | ----------------------------- | --------- |
| 1 | Дорожкин         | хутор                         | 11        |
| 2 | Красный          | хутор, административный центр | 590       |